# Nekropole von Sos Laccheddos

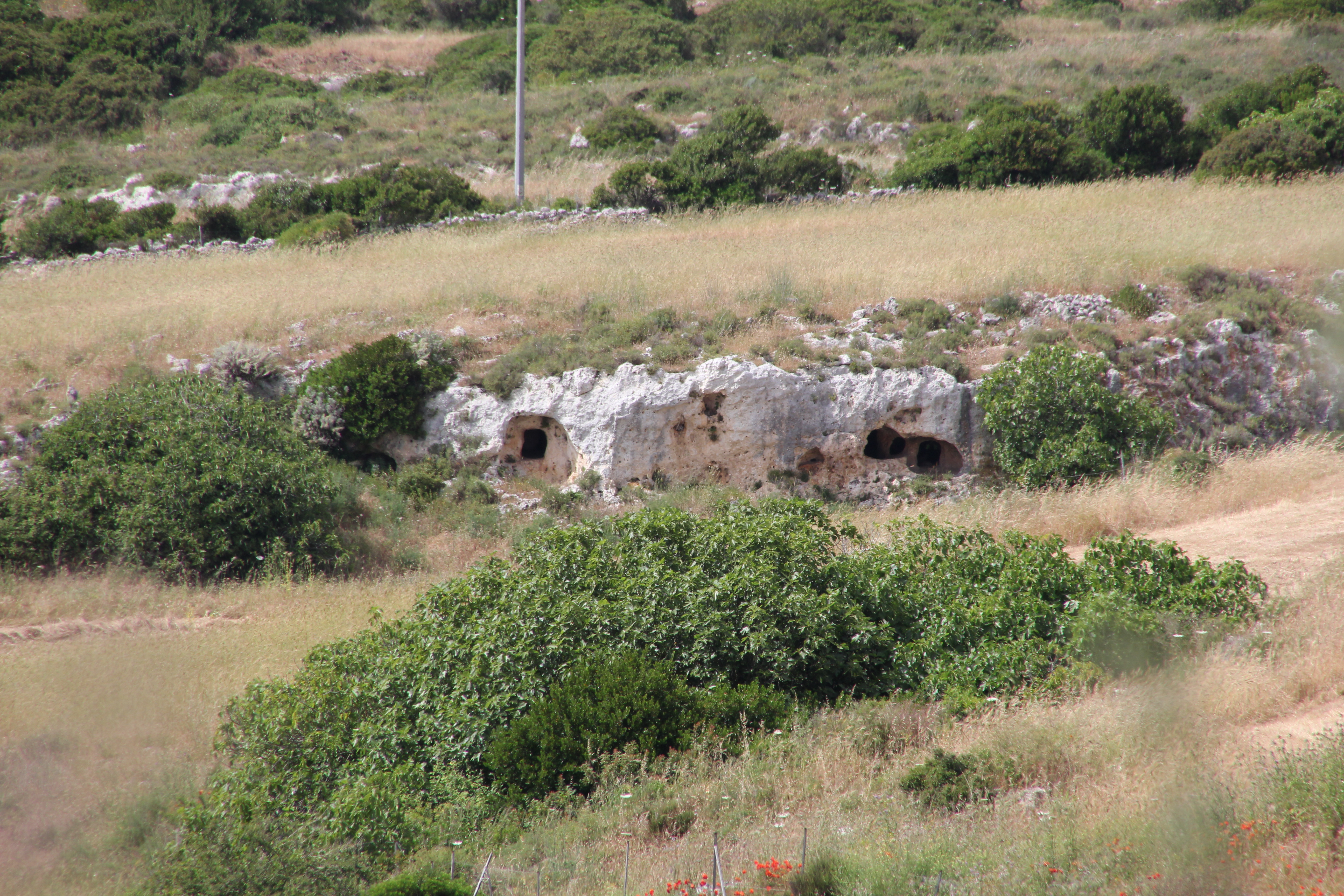
Nekropole von Sos Laccheddos

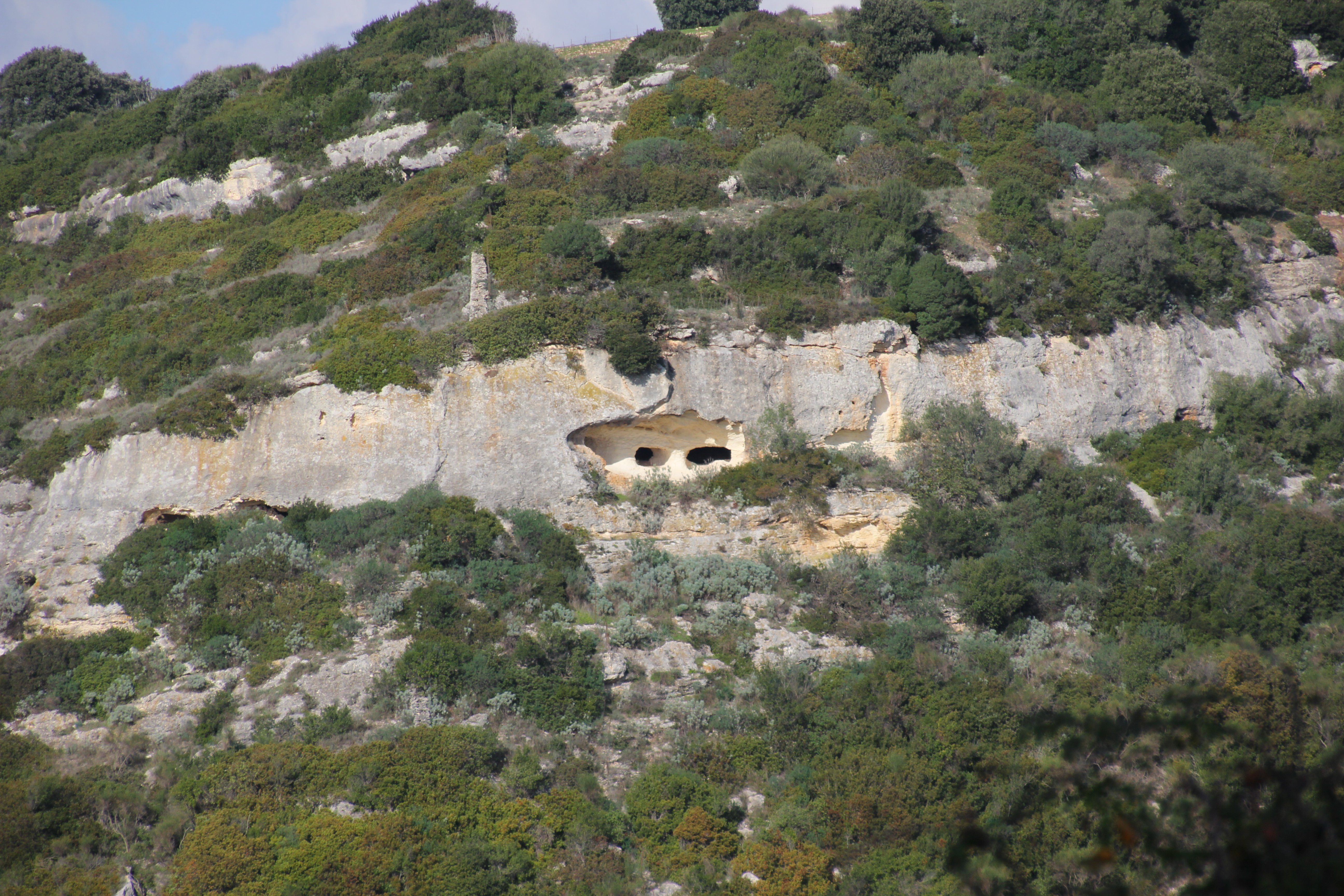
Badde Inza

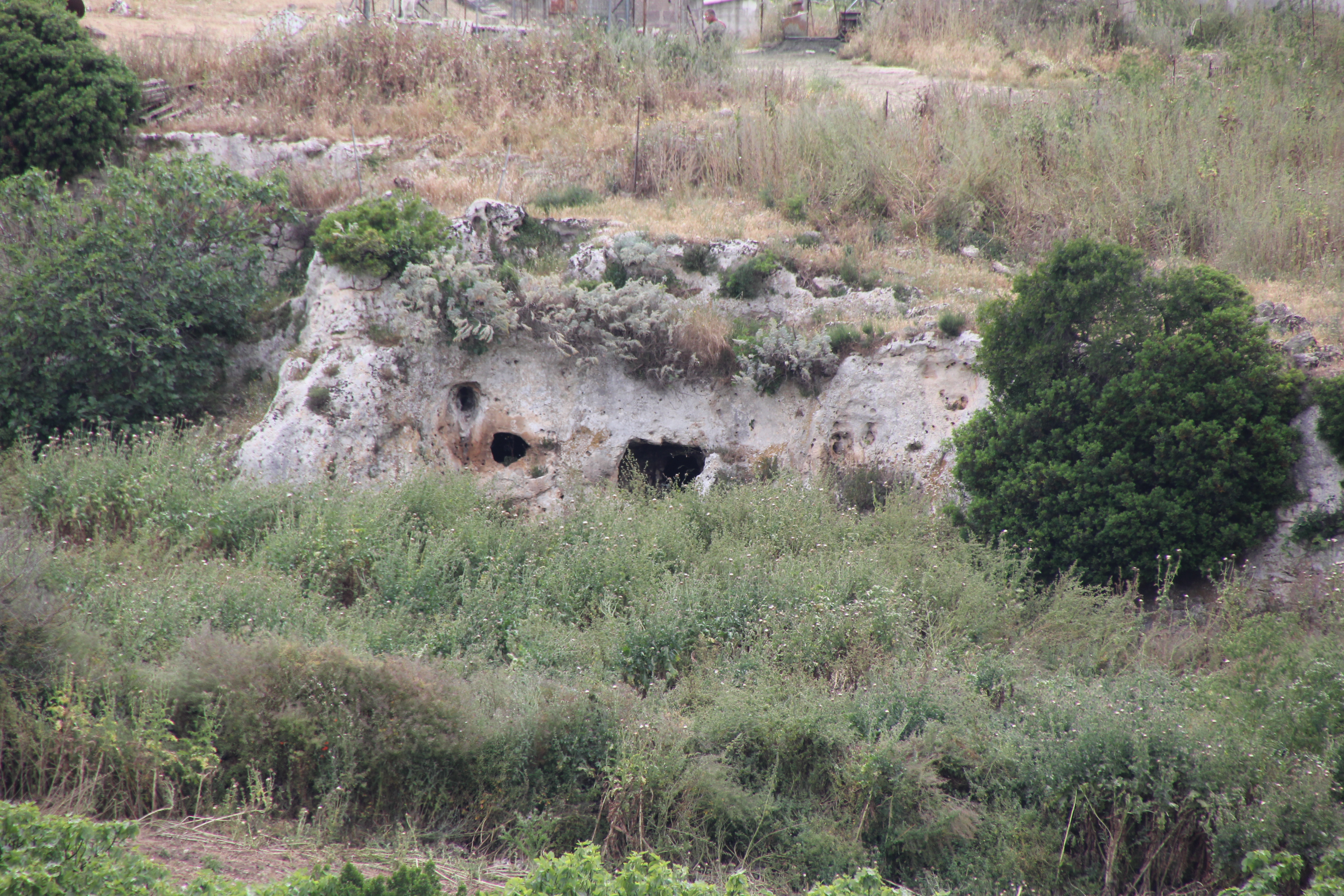
Calancoi

Die Nekropole von Sos Laccheddos befindet sich zwischen der Autobahn 127 bis und der Strada dell'Anglona, östlich von Sassari in Richtung Osilo in der Metropolitanstadt Sassari auf Sardinien.
Sie besteht aus zwei Gruppen von Domus de Janas, die nicht weit voneinander entfernt liegen. Die auf einer Fläche von etwa zwei Quadratkilometern verteilten 51 Domus de Janas in der Region werden in vier Nekropolen: Badde Inza, Calancoi, Monte Barcelona und Sos Laccheddos unterteilt, die wahrscheinlich alle zu der riesigen prähistorischen Siedlung Abealzu gehörten. Die zahlreich gefundenen eneolithischen Materialien, sowie die Feststellungen in der Nekropole von Filigosa (bei Macomer) gaben den Kulturen von Abealzu-Filigosa ihren Namen. Die Nekropole ist seit Ende des 19. Jahrhunderts bekannt und wurde Mitte des 20. Jahrhunderts von Giuseppe Chelo (1938–2007) katalogisiert.
Die Nekropole von Sos Laccheddos liegt zwischen der Nekropole von Monte Barcelona und der von Calancoi. Sie besteht aus der Nordwest- und der Südostgruppe mit 15 bzw. acht Gräbern, die fast alle mehrzellig sind und in den weichen Kalkstein geschlagen wurden. Der Großteil der Anlagen ist in einem schlechten Zustand, da sie durch Durchbrüche und spätere Erweiterungen zerstört wurden. Die Gräber V und XV waren Gegenstand spezifischer Untersuchungen.
Westlich liegt das Gigantengrab von Sos Laccheddos.